# Мясников, Альберт Дмитриевич
Альбе́рт Дми́триевич Мяснико́в (10 ноября 1930, Курск, Центрально-Чернозёмная область, РСФСР, СССР — 8 мая 2007, Курск, Россия) — советский и российский хирург, доктор медицинских наук (1972), профессор, заведующий кафедрой оперативной хирургии и топографической анатомии Курского государственного медицинского университета (1971—2007), проректор по научной работе Курского государственного медицинского университета (1978—2001), Заслуженный работник культуры РСФСР (1989), Почётный профессор Курского государственного медицинского университета (2002).

## Научные труды
Соавтор книг:
- Герниология: для врачей общехирург. стационаров / А. Д. Мясников, С. А. Колесников. — Белгород, 2005 (Белгород : Белгородская обл. тип.). — 345, [1] с. : ил.; 20 см; ISBN 5-86295-100-8
- Герниология [Текст] = Herniology : практическое руководство / [А. Д. Мясников, Колесников С. А. и др.]; под ред. Колесникова С. А. — Белгород : Белгородская обл. тип., 2014. — 276 с. : ил., цв. ил.; 30 см; ISBN 978-5-86295-278-0